# Radio Row

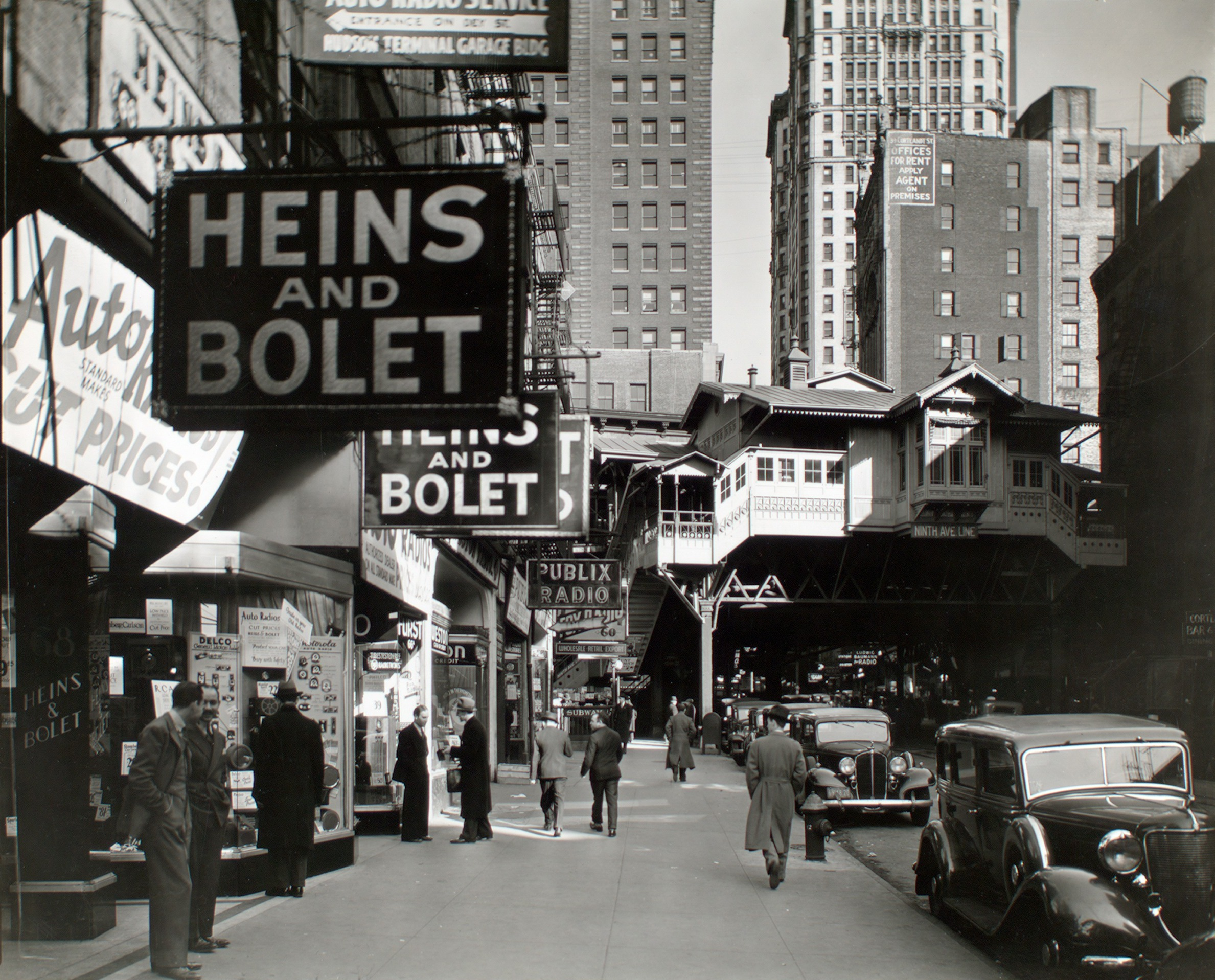
El Radio Row de Nueva York en 1936, con la estación de Cortlandt Street al fondo, en una fotografía de Berenice Abbott.

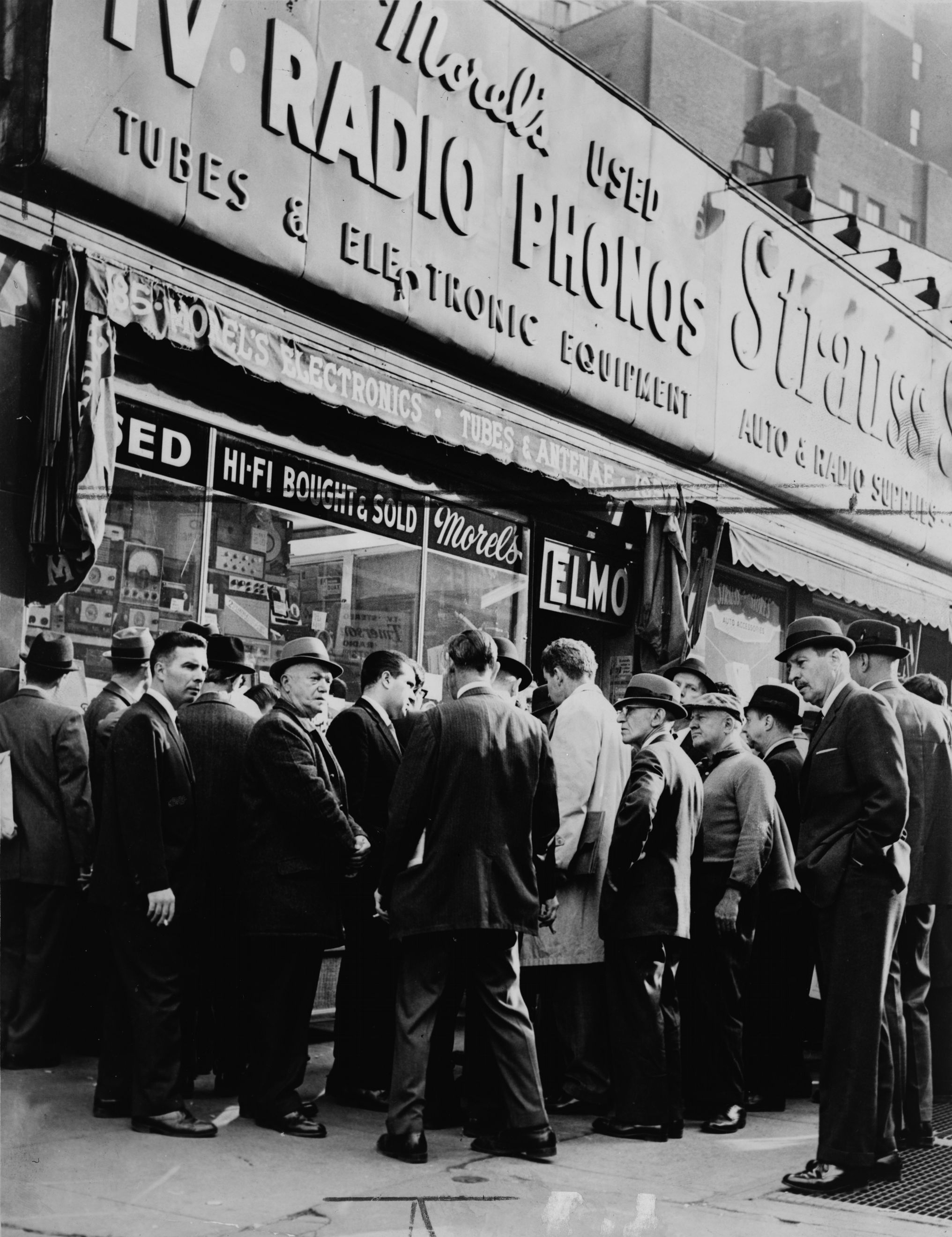
Una multitud reunida cerca de una tienda de electrónica en las calles Greenwich y Dey tras el asesinato de John F. Kennedy en 1963.

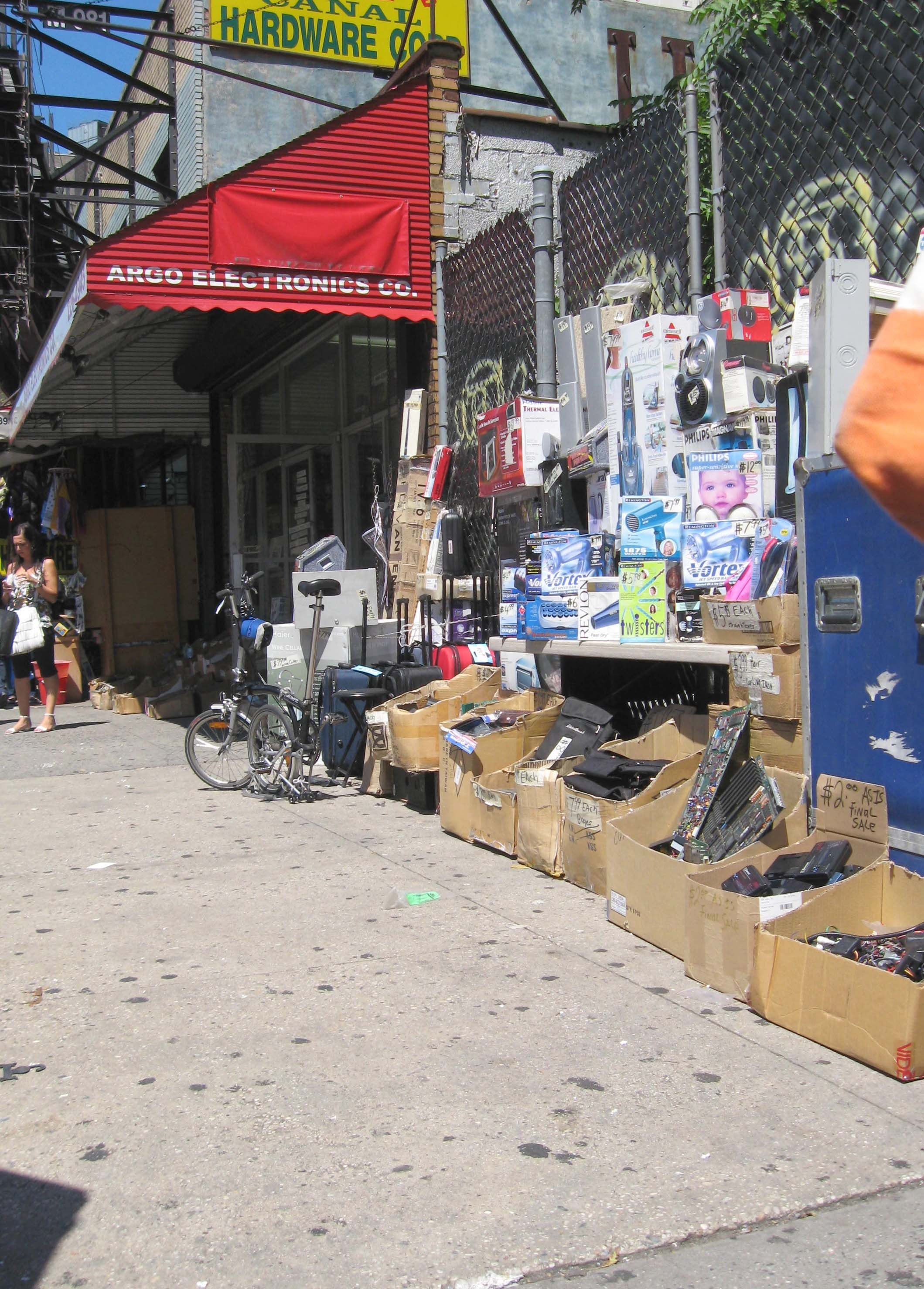
Cajas en la acera de una tienda que sobrevive en el 393 de Canal Street.

Radio Row es el apodo que han recibido algunas zonas de varias ciudades estadounidenses, en especial Nueva York, que se especializaron en la venta de radios y componentes electrónicos. Surgieron Radio Rows en muchas ciudades a partir del auge de la radiodifusión en los años veinte y decayeron después de mediados del siglo XX.

## Nueva York

### Construcción y existencia
La Radio Row de Nueva York, que existió desde 1921 hasta 1966, era una zona situada en el Lower West Side de Manhattan. Harry Schneck inauguró City Radio en Cortlandt Street en 1921, creando así Radio Row. Radio Row se demolió en 1966 para permitir la construcción del World Trade Center. Se componía de varias manzanas de tiendas de electrónica, con Cortlandt Street como eje central. Las radios usadas, los excedentes de guerra (por ejemplo, las radios ARC-5), la chatarra y las piezas se apilaban con tanta altura que a veces caían hacia la calle, atrayendo a coleccionistas y vividores. Según un escritor, también fue el origen del negocio de distribución de componentes electrónicos.
The New York Times hizo su primera referencia a "Radio Row" en 1927, cuando Cortlandt Street celebró un Radio Jubilee ("Jubileo de la Radio"). El Times afirmaba que "En la actualidad... Cortlandt Street es Radio Row, mientras que Broadway es solo una avenida." La calle se cerró al tráfico y se decoró con banderas para la ocasión, y el Times informó del proyecto de que el alcalde de Nueva York Joseph V. McKee regalara una "llave de Cortland Street" a la Miss Nueva York de entonces, Frieda Louise Mierse, al mismo tiempo que se realizó un concurso para escoger una Miss Downtown Radio.
Meyer Berger recordaba que, cuando era un niño, "Los sábados por la mañana solía ir desde Brooklyn al Radio Row de Cortlandt Street en Lower Manhattan con mi padre, donde él y cientos de neoyorquinos se movían de tienda en tienda buscando el escurridizo tubo para arreglar la radio. Posteriormente, mis hermanos iban allí con él para buscar componentes para la televisión. Radio Row era una parte de todos nuestros mapas interiores."
En 1930, el Times describió Radio Row como la zona de Greenwich Street "donde Cortlandt Street la cruza y la Ninth Avenue Elevated forma un dosel sobre la calzada... La mayor concentración de tiendas es en la manzana rodeada por Dey Street al norte y Cortlandt al sur, pero Radio Row no termina aquí; supera esta manzana, abarcando en total unas cinco manzanas muy concurridas." Estimaron que habría cuarenta o cincuenta tiendas en la zona, "todas a todo volumen al mismo tiempo. Se podrían promulgar regulaciones que prohíban esta práctica vociferante, pero si los vendedores de radio tienen algo que decir sobre ello, nunca tendrá el más mínimo efecto en Radio Row.... Se puede oír el clamor incluso cuando uno camina por el túnel del metro hacia la salida de la calle... La primera impresión, y en realidad la única, es auditiva, un caos reverberante, una confusión de sonidos que solo podía producir un ejército de personas gritando." Observaba que, además de los comerciantes de radios, "otros venden principalmente accesorios... la semana pasada una tienda exponía un juego de cristal tan pequeño que cabía en un bolsillo, y otra un cubo de condensadores de una pulgada de lado."
La Segunda Guerra Mundial fue dura con Radio Row, y en 1944 el Times se lamentaba de que "el antiguo almacén de casi todo, desde un tubo hasta una radio completa" estaba "sin negocio y prácticamente sin productos, debido a las escaseces de la guerra" pero que todavía se dirigía a "manitas e ingenieros" y que aún había un "espíritu antiguo" y una "cualidad mágica" allí. El dueño de una tienda dijo que prácticamente podía mantener el negocio solo "reparando los medidores eléctricos quemados por los estudiantes de radio de las escuelas de la ciudad," y todos eran optimistas sobre el creciente interés del público en "dos nuevos tipos de radio: FM y televisión." Radio Row se recuperó.

### Demolición
En 1961 empezaron los proyectos para expropiar y derribar las tiendas situadas en la zona rodeada por las calles Vesey, Church, Liberty y West, cuando la Autoridad Portuaria de Nueva York y Nueva Jersey estaba decidiéndose entre el lado este de Lower Manhattan y el lado oeste, cerca de las terminales del Ferrocarril de Hudson y Manhattan, para construir el World Trade Center.
Después de que se decidiera demoler las calles en el lado oeste, surgió la oposición local. Sam Slate comentó lo siguiente para la Radio WCBS en 1962:

Shaping up in New York City is a legal battle of overriding importance. Its outcome will conceivably affect us all. If the considerable power of the Port Authority is allowed to dispossess the merchants of Radio Row, then, it is our conviction, no home or business is safe from the caprice of government.
Dar forma a Nueva York es una batalla legal de primordial importancia. Su resultado nos afectará a todos. Si se permite al considerable poder de la Autoridad Portuaria desalojar a los comerciantes de Radio Row, entonces estamos convencidos de que ningún hogar o negocio está a salvo de los caprichos del gobierno.

La ciudad también se opuso a la compensación dada a las calles oscurecidas por el nuevo complejo.
Oscar Nadel dirigió el comité de dueños de pequeñas tiendas que se oponían a la expropiación. Estimó que había treinta mil personas trabajando en las tiendas, que generaban trescientos millones de dólares al año. La Autoridad Portuaria ofreció tres mil dólares a cada tienda como compensación sin importar su tamaño o el tiempo que ha estado en la zona. El caso judicial se llamó Courtesy Sandwich Shop v. Port of New York Authority ("Tienda Courtesy Sandwich contra la Autoridad Portuaria de Nueva York") y los dueños de las tiendas perdieron el último recurso en noviembre de 1963 "por falta de una cuestión federal sustancial."
Después de la clausura de estas tiendas, esta concentración de vendedores de radio no se repetiría en ningún otro lugar de Nueva York. A pesar de esto, se crearon o ampliaron algunos grupos de tiendas electrónicas y de radio en las zonas de Canal Street y Union Square.
En la estación World Trade Center de la Autoridad Portuaria Trans-Hudson se puede ver una gran foto en blanco y negro de Radio Row.
Algunas empresas importantes que empezaron en el Radio Row de Nueva York son Arrow Electronics, Avnet y Schweber Electronics.

## Boston
En 1923, The Boston Globe informó de que una sección del North End había empezado a apodarse Radio Row debido al gran número de antenas de radio que se estaban instalando en ese barrio. "La zanfona tiene un rival," escribió el Globe, y "Ningún lugar en la ciudad ni en los suburbios tiene tantas antenas como las manzanas de algunas secciones de las calles Hanover y Salem. Muchos residentes tienen tres o cuatro antenas (uno tiene seis) con cables hacia receptores de todas las descripciones. Todo esto ha sucedido en unos pocos meses... Todas las escaleras llevan a la azotea, donde [algunos residentes] se las están arreglando para instalar un altavoz, conectado hacia abajo con diversos instrumentos. Una mirada a los tejados... muestra una población entera preparándose."

## Versiones actuales en Asia
En la segunda mitad del siglo XX y principios del siglo XXI, el cambio en la fabricación de electrónica a Asia provocó la formación de barrios similares en ciudades de este continente con importantes industrias electrónicas,[cita requerida] como Akihabara en Tokio, Yongsan Electronics Market en Seúl, Guang Hua Digital Plaza en Taipéi, Pudu Market en Kuala Lumpur y Khlong Thom Market en Bangkok.